# Lavelo
Lavelo (em italiano: Lavello) é uma comuna italiana da região da Basilicata, província de Potenza, com cerca de 13.067 habitantes. Estende-se por uma área de 132 km², tendo uma densidade populacional de 99 hab/km². Faz fronteira com Ascoli Satriano (FG), Canosa di Puglia (BA), Cerignola (FG), Melfi, Minervino Murge (BA), Montemilone, Rapolla, Venosa.

## Demografia
| Variação demográfica do município entre 1861 e 2011                               |
|                                                                                   |
| Fonte: Istituto Nazionale di Statistica (ISTAT) - Elaboração gráfica da Wikipedia |